# Trdat (Architekt)
Trdat (armenisch Տրդատ ճարտարապետ, * um 950; † 1020) latinisiert Tiridates, war ein berühmter armenischer Architekt des 10. Jahrhunderts, der wegen seiner bikulturellen Arbeitsweise sowohl für die Architektur von Byzanz als auch die Armeniens bekannt war.
Als einer der Chefarchitekten der Bagratidendynastie wurde Trdat von Ashot III., der die Hauptstadt seines Königreiches im Jahr 961 von Kars nach Ani verlegte, mit der Konstruktion einer Vielzahl von Bauwerken beauftragt. Ashot III. ließ zu dieser Zeit in Ani neue Paläste errichten und befahl den Wiederaufbau der Mauern. Als das Katholikat in den Arkina-Bezirk, einem Vorort von Ani verlegt wurde, wurde Trdat mit dem Bau des Palastes des Katholikos und der Kathedrale von Ani beauftragt, die er beide fertigstellte.

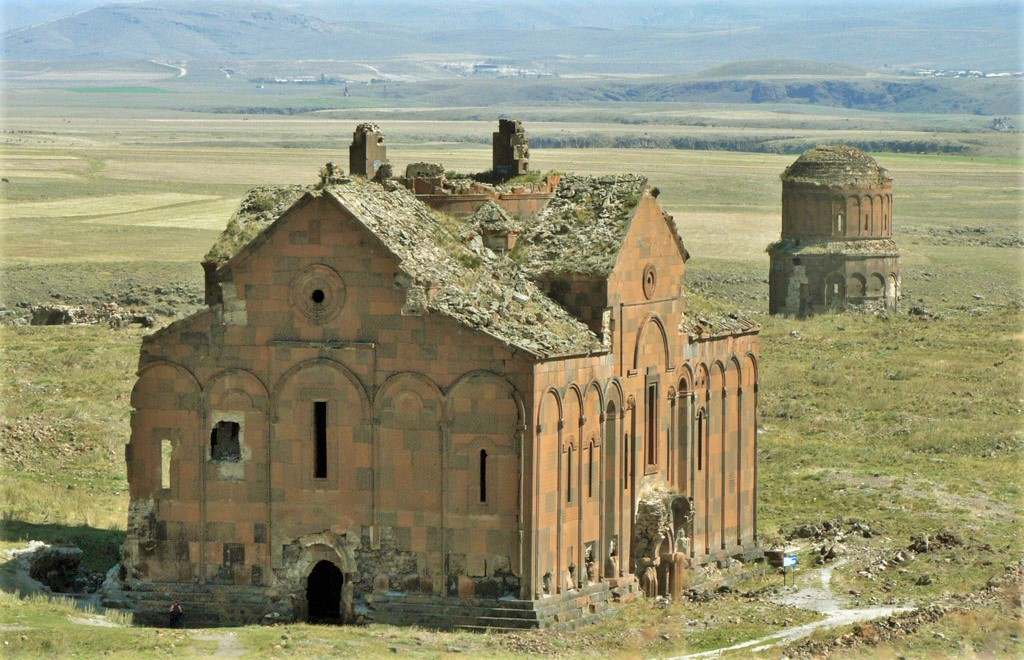
Süd- und Westseite der Kathedrale von Ani mit der Kirche des Erlösers im Hintergrund

Die Kathedrale von Ani in Armenien war eines der bekanntesten mittelalterlichen Bauwerke des Kaukasus und gilt als ein Vorbild für eine ummantelte Kreuzkuppelkirche.
Trdat wurde mit der Rekonstruktion der Hagia Sophia in Konstantinopel, die er ab dem Jahr 989 durchführte, betraut, nachdem Teile der Kirche durch das große Erdbeben im selben Jahr zerstört worden waren. Die Rekonstruktion wurde 994 fertiggestellt.
Man schreibt Trdat außerdem den Bau der Hauptkirchen der Klöster Marmaschen und Sanahin und den Entwurf oder die Oberaufsicht über den Bau der Heiligkreuz-Kirche (Surb Nshan), des ältesten Teils des Klosters Haghpat (vollendet 991), zu. Nach Fertigstellung der Kathedrale von Ani arbeitete er an der Palastkirche Sankt Gregor des Königs Gagik in Ani. Diese 1001–1005 fertiggestellte Vier-Konchen-Anlage mit kreisförmigem Umgang war eine getreue Nachbildung der Kathedrale von Swartnoz.